# 元毓
元毓（509年—528年5月17日），字子春，河南郡洛阳县（今河南省洛阳市东）人，魏献文帝拓跋弘曾孙，侍中、使持节、征南将军、司州牧、赵郡贞景王元谧长子，北魏宗室、官员。

## 生平
元毓虚岁十六时承袭为赵郡王，虚岁十九时以通直散骑常侍为起家官，建义元年四月十三日（528年5月17日），元毓在河阴之变中遇害，虚岁二十，朝廷追赠使持节、卫大将军、仪同三司、冀州刺史、赵郡王如故，谥号宣恭，建义元年七月卅日（528年8月30日）葬于西陵。元毓没有儿子，朝廷诏令以元毓叔叔元谳的儿子元寘字景融为后嗣，承袭赵郡王。

## 家庭

### 曾祖
- 拓跋弘，北魏显祖献文皇帝[2]

### 祖父
- ，北魏使持节、车骑大将军、都督中外诸军事、特进、司州牧、赵郡灵王[2]

### 父亲
- 元谧，北魏侍中、使持节、征南将军、司州牧、赵郡贞景王[2]

### 兄弟姐妹
- 元昉，北魏给事中
- 始平公主，嫁西魏抚军将军、银青光禄大夫、宜阳伯冯子懿，追赠始平郡公主

### 后嗣
- 元寘，承袭为赵郡王，后改封平昌王，北齐接受禅让后，爵位依例降低